# Kaljasin
Kaljasin (russisch Калязин) ist eine Stadt in der russischen Oblast Twer. Sie hat 13.867 Einwohner (Stand 14. Oktober 2010) und liegt am Uglitscher Stausee im Oberlauf der Wolga, 25 km südöstlich der nächstgelegenen Stadt Kaschin, 44 km südwestlich von Uglitsch sowie 175 km nordöstlich der Gebietshauptstadt Twer.

## Geschichte

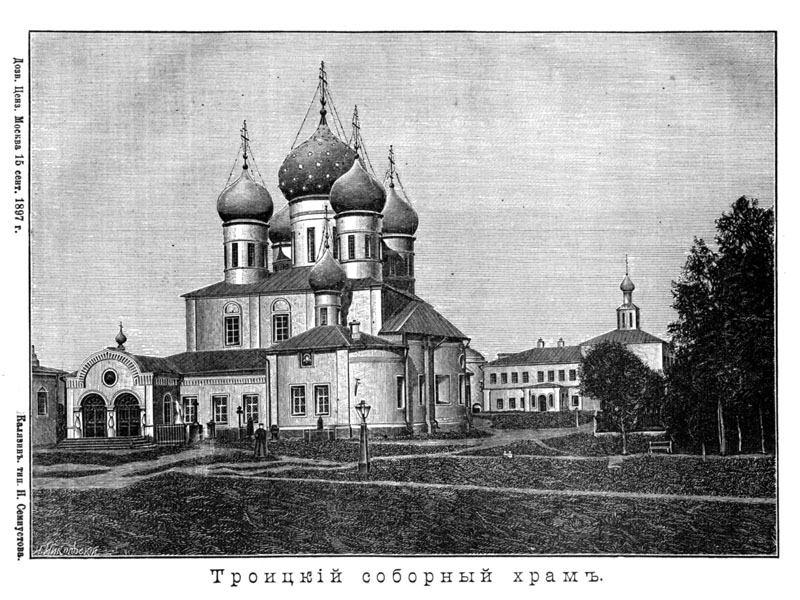
Ehemalige Dreifaltigkeitskathedrale (Ansicht aus dem 19. Jahrhundert)

Kaljasin entstand spätestens im 15. Jahrhundert und zählt damit zu den ältesten Städten des Twerer Gebietes. Seine erste Erwähnung stammt aus Urkunden des Jahres 1434, in denen Kaljasin als Gründungsort der später als „Dreifaltigkeitskloster“ bekannten Einsiedelei genannt wird. Der Ortsname, ursprünglich auch als Koljasin bekannt, entstammt nach Meinung einiger Heimatkundler einer der finno-ugrischen Sprachen, wo kala bzw. kola wörtlich „Fisch“ bedeutet. Somit könnte es an der Stelle des heutigen Kaljasin im Mittelalter ein Fischerdorf gegeben haben.
Vom 15. bis zum 17. Jahrhundert war die Ortschaft vor allem als Besitztum des Dreifaltigkeitsklosters bekannt. 1466 besuchte der Twerer Kaufmann Afanassi Nikitin auf seinem Weg nach Indien das Kloster. Bis zum 17. Jahrhundert entwickelte sich das vormalige Klosterdorf zu einer größeren Siedlung, die gleich mehrere Ortschaften an beiden Wolga-Ufern in sich vereinte. Im 18. Jahrhundert erlangte hier mit zweimal jährlich veranstalteten Jahrmärkten zunehmend der Handel an Bedeutung. In der Folge wurde Kaljasin nach dem Vorbild einer Stadt bebaut, wobei unter anderem öffentliche Parkanlagen und Wolgapromenaden entstanden.

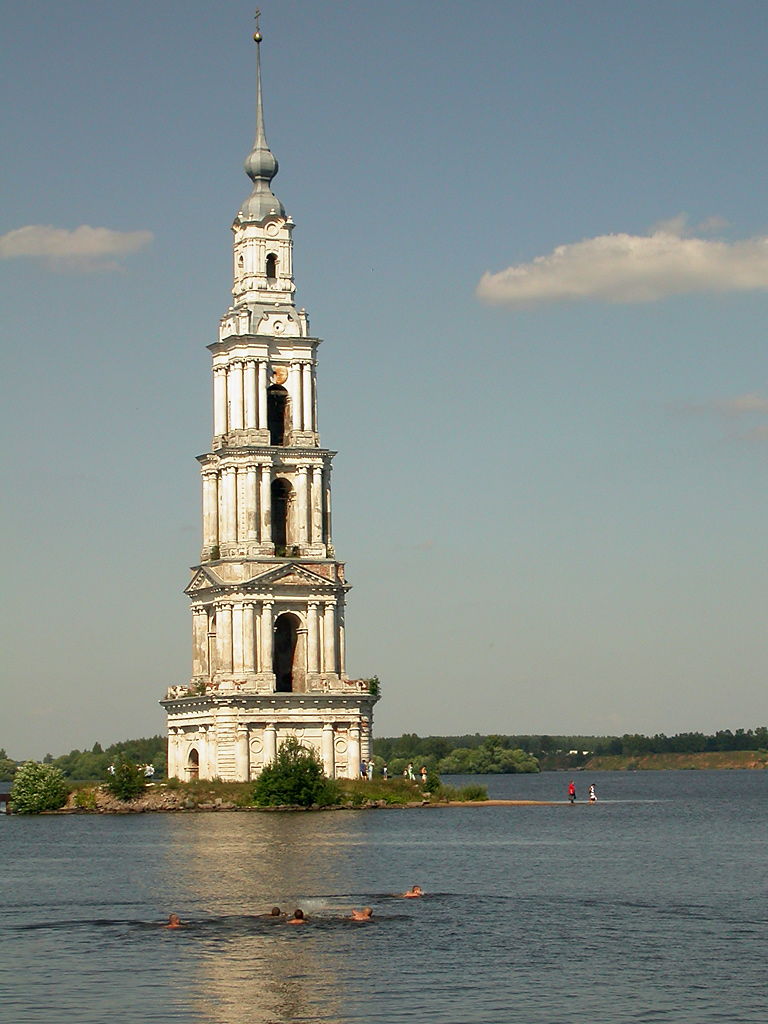
Glockenturm der gefluteten Nikolaus-Kathedrale

1775 erhielt Kaljasin schließlich per Erlass Katharina der Großen die Stadtrechte und wurde Hauptort des gleichnamigen Ujesd (Landkreises). Im 19. Jahrhundert erlebte der Handel in Kaljasin seine Blütezeit, außerdem entstanden hier damals zahlreiche Handwerksbetriebe sowie die erste Industrie, darunter vor allem Schiffbau und Filzstiefel-Produktion.
Nach dem politischen Umbruch im Zuge der Oktoberrevolution verlor Kaljasin seine Bedeutung als kaufmännisch geprägte Stadt.
Im Zuge der Industrialisierungspolitik unter Stalin wurde 1935 bis 1940 nahe Kaljasin ein neues Wasserkraftwerk erbaut. Hierzu wurde die Wolga in diesem Bereich gestaut, was zur Vernichtung von Teilen des historischen Kaljasiner Stadtgebietes führte. Insbesondere wurde das ehemalige Dreifaltigkeitskloster einschließlich aller Kirchengebäude geflutet und verschwand vollständig unter Wasser des Uglitscher Stausees. Das Gleiche geschah mit der 1800 erbauten Nikolaus-Kathedrale. Lediglich deren Glockenturm ist bis heute als Ruine erhalten und steht auf einer kleinen Insel im Stausee. Der ungewöhnlicherweise fast mitten im Wasser stehende Turm gilt heute als Hauptsehenswürdigkeit Kaljasins.

### Bevölkerungsentwicklung
| Jahr | Einwohner |
| ---- | --------- |
| 1897 | 5.496     |
| 1939 | 10.302    |
| 1959 | 11.077    |
| 1970 | 11.272    |
| 1979 | 13.893    |
| 1989 | 15.544    |
| 2002 | 14.820    |
| 2010 | 13.867    |

Anmerkung: Volkszählungsdaten

## Wirtschaft und Infrastruktur
Als eine der altrussischen Städte ist Kaljasin vor allem Touristenziel. Industrie gibt es hier in relativ geringem Maße; vertreten sind die Schuh- und Textilindustrie, aber auch Maschinenbau.
Kaljasin hat eine Schiffsanlegestelle an der Wolga und ist Kreuzungspunkt mehrerer Autostraßen, darunter der R104 nach Sergijew Possad. Durch die Stadt verläuft die Eisenbahnstrecke Moskau (Sawjolowoer Bahnhof) – Kimry – Sankt Petersburg (nicht zu verwechseln mit der Moskau-Petersburger Schnellfahrstrecke), von der hier eine Nebenbahn nach Uglitsch abzweigt. Am Hauptbahnhof Kaljasin-Passaschirski halten sowohl Nahverkehrs- als auch Fernzüge.
Aus sowjetischer Zeit steht dort noch ein 64-Meter-Radioteleskop 1500.57° 13′ 22,9″ N, 37° 54′ 1,1″ O

## Persönlichkeiten
- Nikifor Krylow (1802–1831), russischer Maler